# Uysanus fluctuans
Uysanus fluctuans är en insektsart som beskrevs av William Lucas Distant 1908. Uysanus fluctuans ingår i släktet Uysanus och familjen Flatidae. Utöver nominatformen finns också underarten U. f. b.